# Newall-Gletscher
Der Newall-Gletscher ist ein Gletscher im ostantarktischen Viktorialand. Er liegt im östlichen Teil der Asgard Range und fließt in östlicher Richtung zwischen Mount Newall und Mount Weyant zum Wilson-Piedmont-Gletscher.
Die neuseeländische Nordgruppe der Commonwealth Trans-Antarctic Expedition (1955–1958) kartierten ihn und benannten ihn in Anlehnung an die Benennung des Mount Newall nach dem britischen Astrophysiker Hugh Frank Newall (1857–1944) von der University of Cambridge, der bei der Beschaffung finanzieller Mittel für die Bereitstellung des Schiffs Morning zur Rettung der Discovery-Expedition (1901–1904) behilflich war.